# Marathon van Osaka 1984
De marathon van Osaka 1984 werd gelopen op zondag 29 januari 1984. Het was de derde editie van de marathon van Osaka. Alleen vrouwelijke elitelopers mochten aan de wedstrijd deelnemen. De Duitse Katrin Dörre kwam als eerste over de streep in 2:31.41.
In totaal finishten er 153 lopers bij deze wedstrijd.

## Uitslagen
| rang   | naam             | land | tijd    |
| ------ | ---------------- | ---- | ------- |
| Goud   | Katrin Dörre     | GER  | 2:31.41 |
| Zilver | Akemi Masuda     | JPN  | 2:32.05 |
| Brons  | Karolin Szabo    | HUN  | 2:35.23 |
| 4      | Dorthe Rasmussen | DEN  | 2:35.38 |
| 5      | Laurie Crisp     | USA  | 2:37.01 |
| 6      | Priscilla Welch  | ENG  | 2:37.19 |
| 7      | Allison Roe      | NZL  | 2:38.36 |
| 8      | Veronique Marot  | ENG  | 2:38.37 |
| 9      | Kyung-Ja Choi    | KOR  | 2:38.47 |
| 10     | Eun-Joo Im       | KOR  | 2:39.17 |
| 11     | Annick Loir      | FRA  | 2:39.21 |
| 12     | Kersti Jakobsen  | DEN  | 2:40.42 |
| 13     | Judith Hine      | NZL  | 2:41.00 |
| 14     | Eefje van Wissen | NED  | 2:42.24 |
| 15     | Jarmila Urbanova | CZE  | 2:44.17 |
| 16     | Rumiko Kaneko    | JPN  | 2:45.12 |
| 17     | Chiemi Kashiwagi | JPN  | 2:45.29 |
| 18     | Gail Reese       | NZL  | 2:46.13 |
| 19     | Barbara Byrnes   | AUS  | 2:47.01 |
| 20     | Choon-Ja Ahn     | KOR  | 2:47.59 |
| 21     | Mieko Tajima     | JPN  | 2:49.02 |
| 22     | Minoru Muramoto  | JPN  | 2:49.25 |
| 23     | Jennifer Martin  | USA  | 2:49.39 |
| 24     | Naomi Kurahashi  | JPN  | 2:50.14 |

1982 ·
1983 ·
1984 ·
1985 ·
1986 ·
1987 ·
1988 ·
1989 ·
1990 ·
1991 ·
1992 ·
1993 ·
1994 ·
1995 ·
1996 ·
1997 ·
1998 ·
1999 ·
2000 ·
2001 ·
2002 ·
2003 ·
2004 ·
2005 ·
2006 ·
2007 ·
2008 ·
2009 ·
2010 ·
2011 · 
2012 ·
2013 ·
2014 ·
2015 ·
2016 ·
2017